# Championnat du monde des clubs féminin de volley-ball 2011
Navigation
2010 2012
Le Championnat du monde des clubs de volley-ball féminin 2011 est la cinquième édition du Championnat du monde des clubs de volley-ball féminin organisé par la Fédération internationale de volley-ball. Elle se déroule du 8 au 14 octobre 2011 au Qatar pour la troisième fois de son histoire. Tous les matches sont joués à la salle « Aspira Dome » à Doha.

## Déroulement de la compétition
Le format du Championnat du monde des clubs, en vigueur à partir de 2009, prévoit la division de six équipes en deux groupes, A et B. 
Les deux premières équipes de chaque groupes se qualifient pour les demi-finales (le premier du groupe A rencontre le second du groupe B, et vice-versa). Les équipes classées troisième sont éliminées et sont incluses dans le classement final à la cinquième place.
Les gagnants des demi-finales se disputent la victoire finale, tandis que les perdants s'affrontent pour la troisième place.

## Participants
| Club          | Pays                   | Confédération | Titre                                       |
| ------------- | ---------------------- | ------------- | ------------------------------------------- |
| Sollys Osasco | Brésil                 | CSV           | Champion d'Amérique du Sud                  |
| Mirador       | République dominicaine | NORCECA       | Champion d'Amérique du Nord et des Caraïbes |
| Istanbul      | Turquie                | CEV           | Champion d'Europe                           |
| Kenya Prisons | Kenya                  | CAVB          | Champion d'Afrique                          |
| Chang         | Thaïlande              | AVC           | Champion d'Asie                             |
| Rabita Bakou  | Azerbaïdjan            | CEV           | Wild card                                   |

## Phase de groupes

### Composition des groupes
| Groupe A - Istanbul - Mirador - Kenya Prisons | Groupe B - Sollys Osasco - Chang - Rabita Bakou |

### Résultats
| Groupe A |                          |     |                                  |
|          |                          |     |                                  |
| 08-10    | Istanbul - Mirador       | 3-0 | 25-13, 25-19, 25-14              |
| 10-10    | Kenya Prisons - Mirador  | 2-3 | 25-20, 25-20, 20-25, 24-26, 7-15 |
| 12-10    | Istanbul - Kenya Prisons | 3-0 | 25-13, 25-17, 25-10              |

| Groupe B |                              |     |                                  |
|          |                              |     |                                  |
| 09-10    | Sollys Osasco - Chang        | 3-1 | 25-17, 25-21, 24-26, 26-24       |
| 11-10    | Rabita Bakou - Chang         | 3-1 | 25-19, 21-25, 25-15, 25-17       |
| 12-10    | Sollys Osasco - Rabita Bakou | 2-3 | 12-25, 25-23, 18-25, 25-23, 6-15 |

### Classements
| # | Équipe        | Pts | J | G | Gt | Pt | P | Sp | Sc | Ratio | Pp  | Pc  | Ratio |
| 1 | Istanbul      | 6   | 2 | 2 | 0  | 0  | 0 | 6  | 0  | MAX   | 150 | 86  | 1.744 |
| 2 | Mirador       | 2   | 2 | 0 | 1  | 0  | 1 | 3  | 5  | 0.6   | 152 | 176 | 0.864 |
| 3 | Kenya Prisons | 1   | 2 | 0 | 0  | 1  | 1 | 2  | 6  | 0.333 | 141 | 181 | 0.779 |

| # | Équipe        | Pts | J | G | Gt | Pt | P | Sp | Sc | Ratio | Pp  | Pc  | Ratio |
| 1 | Rabita Bakou  | 5   | 2 | 1 | 4  | 0  | 0 | 6  | 3  | 2     | 207 | 162 | 1.278 |
| 2 | Sollys Osasco | 4   | 2 | 1 | 0  | 1  | 0 | 5  | 4  | 1.25  | 186 | 199 | 0.935 |
| 3 | Chang         | 0   | 2 | 0 | 0  | 0  | 2 | 2  | 6  | 0.333 | 164 | 196 | 0.837 |

## Phase finale
|  | Demi-finales                        | Demi-finales                        |                        |   | Finale                             | Finale                             |
|  | Demi-finales                        | Demi-finales                        |                        |   | Finale                             | Finale                             |
|  |                                     |                                     |                        |   |                                    |                                    |
|  | Doha, 13-10-2011, 25-19 25-21 25-19 | Doha, 13-10-2011, 25-19 25-21 25-19 |                        |   | Doha, 14-10-2011, 15-25 18-25 9-25 | Doha, 14-10-2011, 15-25 18-25 9-25 |
|  | Doha, 13-10-2011, 25-19 25-21 25-19 | Doha, 13-10-2011, 25-19 25-21 25-19 |                        |   | Doha, 14-10-2011, 15-25 18-25 9-25 | Doha, 14-10-2011, 15-25 18-25 9-25 |
|  | Istanbul                            | 3                                   |                        |   | Doha, 14-10-2011, 15-25 18-25 9-25 | Doha, 14-10-2011, 15-25 18-25 9-25 |
|  | Istanbul                            | 3                                   |                        |   | Doha, 14-10-2011, 15-25 18-25 9-25 | Doha, 14-10-2011, 15-25 18-25 9-25 |
|  | Sollys Osasco                       | 0                                   |                        |   | Doha, 14-10-2011, 15-25 18-25 9-25 | Doha, 14-10-2011, 15-25 18-25 9-25 |
|  | Sollys Osasco                       | 0                                   | Istanbul               | 0 |                                    |                                    |
|  | Doha, 13-10-2011, 25-15 25-15 25-8  |                                     | Istanbul               | 0 |                                    |                                    |
|  |                                     | Rabita Bakou                        | 3                      |   |                                    |                                    |
|  | Rabita Bakou                        | Rabita Bakou                        | 3                      | 3 |                                    |                                    |
|  | Rabita Bakou                        |                                     |                        | 3 |                                    |                                    |
|  | Mirador                             | 0                                   |                        |   |                                    |                                    |
|  | Mirador                             | 0                                   | Match pour la 3e place |   |                                    |                                    |
|  |                                     |                                     |                        |   |                                    |                                    |
|  | Doha, 14-10-2011, 25-9 25-13 25-8   |                                     |                        |   |                                    |                                    |
|  |                                     |                                     |                        |   |                                    |                                    |
|  | Sollys Osasco                       | 3                                   |                        |   |                                    |                                    |
|  | Sollys Osasco                       | 3                                   |                        |   |                                    |                                    |
|  | Mirador                             | 0                                   |                        |   |                                    |                                    |
|  | Mirador                             | 0                                   |                        |   |                                    |                                    |

## Récompenses
- MVP :  Nataša Osmokrović (Rabita Bakou)
- Meilleure marqueuse :  Nataša Osmokrović (Rabita Bakou)
- Meilleure passeuse :  Iryna Zhukova (Rabita Bakou)
- Meilleure attaquante :  Nataša Osmokrović (Rabita Bakou)
- Meilleure contreuse :  Adenízia da Silva (Sollys Osasco)
- Meilleure serveuse :   Bahar Toksoy (Istanbul)
- Meilleure réceptionneuse :  Nataša Osmokrović (Rabita Bakou)
- Meilleure libéro :  Gizem Güreşen (Istanbul)

## Classement final
| Rang | Club          | Nation                 | Confédération | Prime |
| ---- | ------------- | ---------------------- | ------------- | ----- |
| 1    | Rabita Bakou  | Azerbaïdjan            | CEV           |       |
| 2    | Istanbul      | Turquie                | CEV           |       |
| 3    | Sollys Osasco | Brésil                 | CSV           |       |
| 4    | Mirador       | République dominicaine | NORCECA       |       |
| 5    | Kenya Prisons | Kenya                  | CAVB          |       |
| 5    | Chang         | Thaïlande              | AVC           |       |